# Чебоксары (пограничный сторожевой корабль)
«Чебоксары» — малый пограничный сторожевой и противолодочный корабль построенный по проекту 12412 «Молния-2». С 1988 года состоял на вооружении МЧПВ КГБ СССР, с 1991 года — на вооружении МЧПВ России. Исключён из корабельного состава Береговой охраны ФСБ России в 2017 году.
В 2020 году установлен на причале речного вокзала города Чебоксары в качестве корабля-музея. В июле 2021 года организовано экскурсионное посещение.

## Строительство
Погранично-сторожевой корабль «Чебоксары» проекта 12412 «Молния-2» (по классификации НАТО: Pauk-class corvettes) был заложен 16 сентября 1986 года под заводским номером ПСКР-815 на Ярославском судостроительном заводе. Спущен на воду для достройки 5 декабря 1987 года. Дата окончания строительства — 10 сентября 1988 года. За основу судна был взят корпус ракетного катера проекта 12411.
Приказом начальника войск Краснознамённого Западного пограничного округа от 18 сентября 1988 года корабль вошёл в состав Морских частей Пограничных войск СССР. Военно-морской флаг кораблей и судов пограничных войск СССР был поднят 18 сентября 1988 года в порту города Вентспилс Латвийской ССР.

## Служба

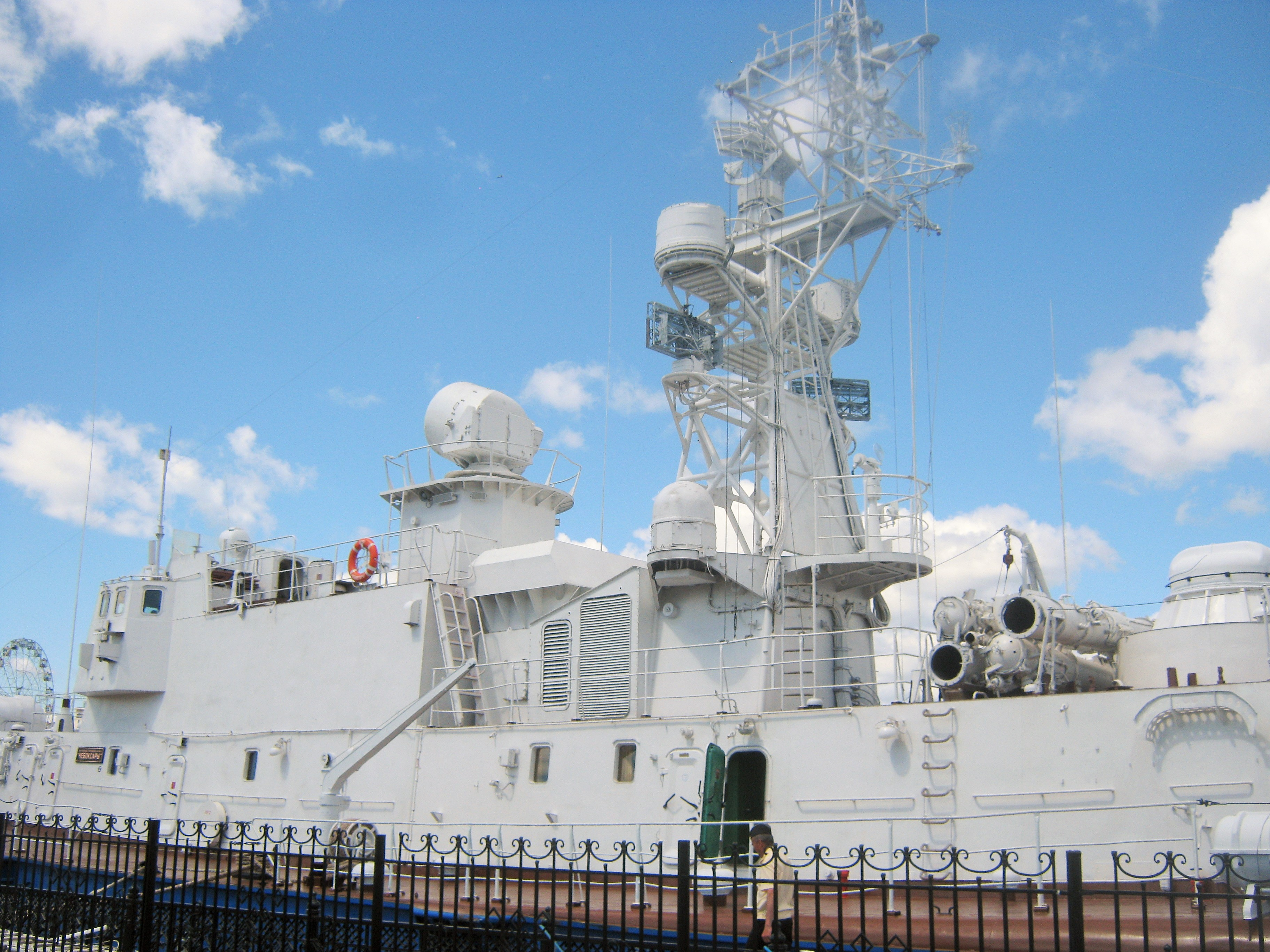
Корабельная надстройка

С сентября 1988 по 1993 год корабль базировался в порту Вентспилс Латвийской ССР. В январе 1993 года сторожевик был перебазирован в порт Балтийск Калининградской области, где выходил на охрану государственной границы и исключительной экономической зоны Российской Федерации. 27 марта 1996 года кораблю присвоено наименование «Соболь». 10 сентября 1997 года приказом директора Федеральной пограничной службы РФ кораблю присвоено почётное наименование «Чебоксары».
В кают-компании ПСКР «Чебоксары» во время службы всегда находился флаг Чувашии, а также герб Чебоксар, карта республики Чувашия и современный магнитный компас, изготовленный на ОАО «ЭЛАРА» в 2003 году.
В рамках шефских связей администрация города Чебоксары оказывала всестороннюю помощь, ходатайствовала перед военным комиссариатом Чувашской Республики о направлении призывников для прохождения военной службы на подшефный корабль. Два года подряд (в 2001 и 2002 годах) региональное управление Пограничной службы России признавало корабль «Чебоксары» лучшим в Балтийской пограничной бригаде.
В зону охраны корабля входило более двух сотен миль морской границы и более 3000 квадратных миль исключительной экономической зоны на самых западных морских рубежах России (в 1 морской миле 1852 метра).
Экипажем судна было досмотрено свыше 1500 российских и иностранных судов, предотвращено более 150 нарушений правил режима государственной границы. Школу мужества на его борту прошли около ста пограничников, призванных из Чувашии.
ПСКР «Чебоксары» неоднократно занимал первые призовые места в артиллерийских стрельбах и объявлялся лучшим в соединении. В конце августа 2003 года экипаж сторожевика принял участие в двухдневных российско-польских учениях спасателей, проводившихся в водах Балтики, в 16 милях от Висленско-Балтийской косы. Оказавшись поблизости от «получившего пробоину» корабля и приняв со спасательных судов остальных «пострадавших», ПСКР «Чебоксары» доставил «спасённых» в порт Балтийска.
В 2004 году, совместно с кораблём «KBW-202» береговой охраны Швеции, ПСКР-815 принимал участие в шведско-российских пограничных учениях по поиску и спасению людей, терпящих бедствие в Балтийском море.
На протяжении всего периода службы главными задачами экипажа погранично-сторожевого корабля «Чебоксары» являлись:
- охрана морского участка государственной границы и водных биологических ресурсов;
- борьба с незаконной миграцией;
- борьба с незаконным перемещением товаров, грузов, контрабандой наркотических средств и оружия;
- участие в спасении людей, терпящих бедствие на воде.

12 июня 2017 года, распоряжением председателя Правительства Российской Федерации № 1215-р, корабль был списан из корабельного состава Береговой охраны ФСБ России, демилитаризован и передан в муниципальную собственность города Чебоксары для установки в качестве музейного экспоната.

## История создания музея

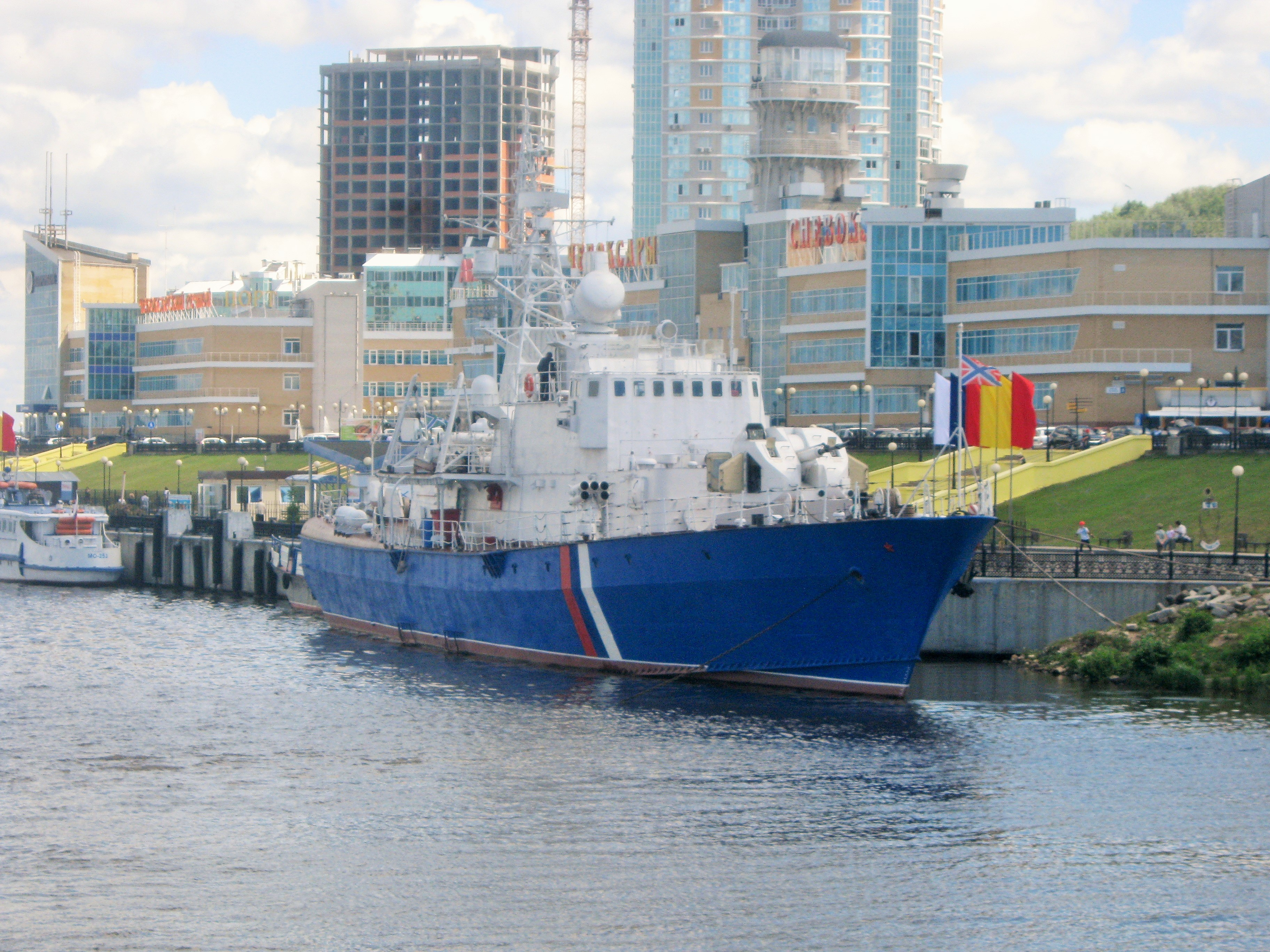
ПСКР «Чебоксары» и речной вокзал Чебоксар

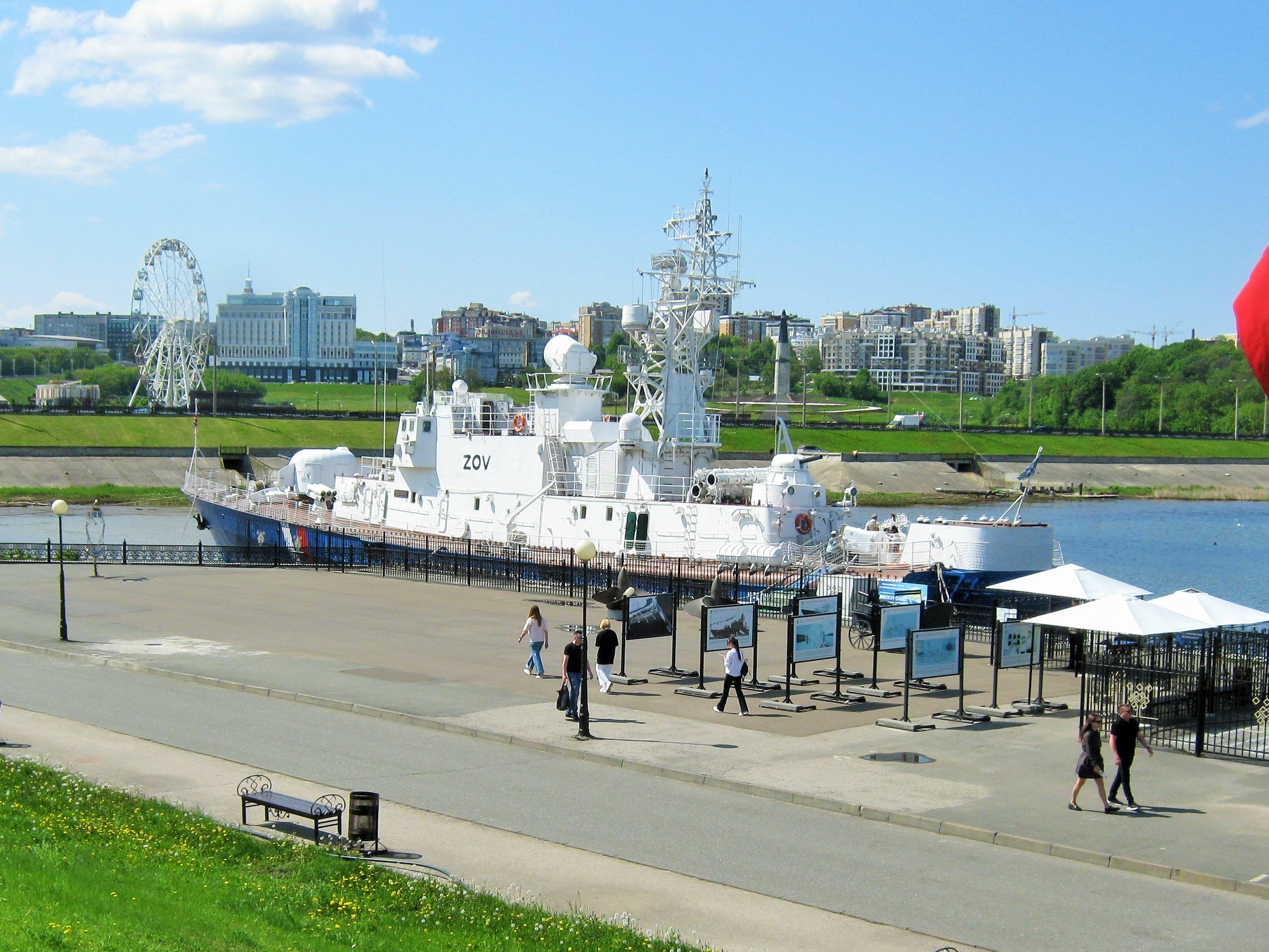
ПСКР «Чебоксары». Вид на причал

В 1997 году муниципалитет Чебоксар заключил с Федеральной пограничной службой РФ соглашение о шефской поддержке корабля. 10 сентября 1997 года приказом директора Федеральной пограничной службы РФ кораблю было присвоено почётное наименование «Чебоксары».
С этого момента завязались тесные отношения Чебоксар с Пограничным Управлением ФСБ России по Калининградской области и экипажем судна. Неоднократно делегация администрации города Чебоксары и городского собрания депутатов выезжали на место стоянки сторожевика.
12 июня 2017 года ПСКР «Чебоксары» был списан из состава флота и передан в муниципальную собственность города Чебоксары. Однако, процесс передачи продвигался медленно. Были заминки с финансированием, решить которые удалось, благодаря инициативе врио Главы Чувашии Олега Николаева. Глава региона своим решением ускорил процесс и средства на транспортировку корабля были выделены из муниципального бюджета.
12 июня 2020 года, в день российской государственности, состоялась официальная передача корабля «Чебоксары» в муниципальную собственность Чебоксар для организации на нём музея военно-морской славы. Так началась активная организационная работа по приёмке корабля в Чебоксарской акватории.
Судно в Чебоксары доставлял подрядчик АО «Порт Коломна», который предварительно провёл подготовительные работы по докованию и оценке состояния сторожевика в условиях судоремонтного завода города Светлогорск Калининградской области. Степень износа корпуса судна показала, что «Чебоксары» находится в хорошем состоянии и готов стать музеем.
После были проведены работы по конвертации судна и только потом подрядчик доставил его в город Чкаловск Нижегородской области, где корпус корабля очистили, покрасили и настроили оборудование. Оттуда он отправился на буксире в Чебоксары, где по прибытии была установлена мачта—радиолокационная антенна. Ранее её пришлось демонтировать, так как корабль не мог пройти по высоте по пути следования.
В Чебоксары сторожевик прибыл 15 июля 2020 года, в 10 ч. 30 мин. по московскому времени. Город встретил корабль морским церемониалом. Под музыку в исполнении военно-духового оркестра «Волжские берега» Федеральной службы войск национальной гвардии Российской Федерации по Чувашской Республике сторожевик бросил якорь на причале у речного вокзала.
Церемонию прибытия, организованную в традициях морского флота, открыл врио Главы Чувашии Олег Николаев. В первую очередь он поблагодарил Героев России, генерала армии Владимира Проничева и генерал-лейтенанта Николая Гаврилова за содействие в доставке корабля. Глава региона отметил особое значение появления сторожевика в Чебоксарах.

## Корабль-музей

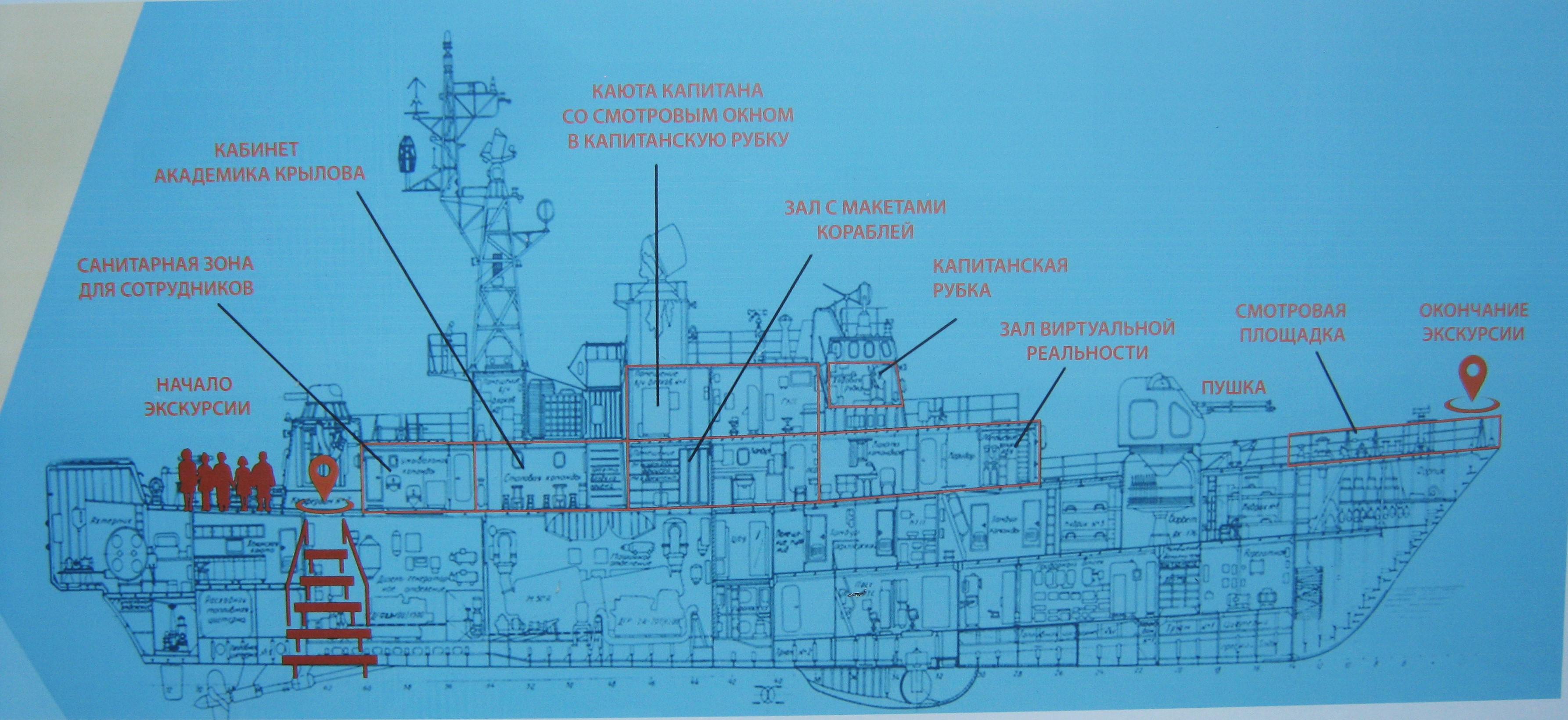
План корабля-музея ПСКР «Чебоксары»

Открытие музейной экспозиции на корабле состоялось 19 июля 2021 года, тогда же была проведена первая экскурсия по кораблю.
Экспозиция музея состоит из шести залов, один из которых посвящён академику, кораблестроителю и генералу флота Алексею Николаевичу Крылову, уроженцу Алатырского района Чувашии. Также на корабле можно осмотреть каюту капитана со смотровым окном в капитанскую рубку, зал с макетами кораблей, элементы вооружения корабля, особое внимание туристов привлекает зал виртуальной реальности. 

### Перспективы

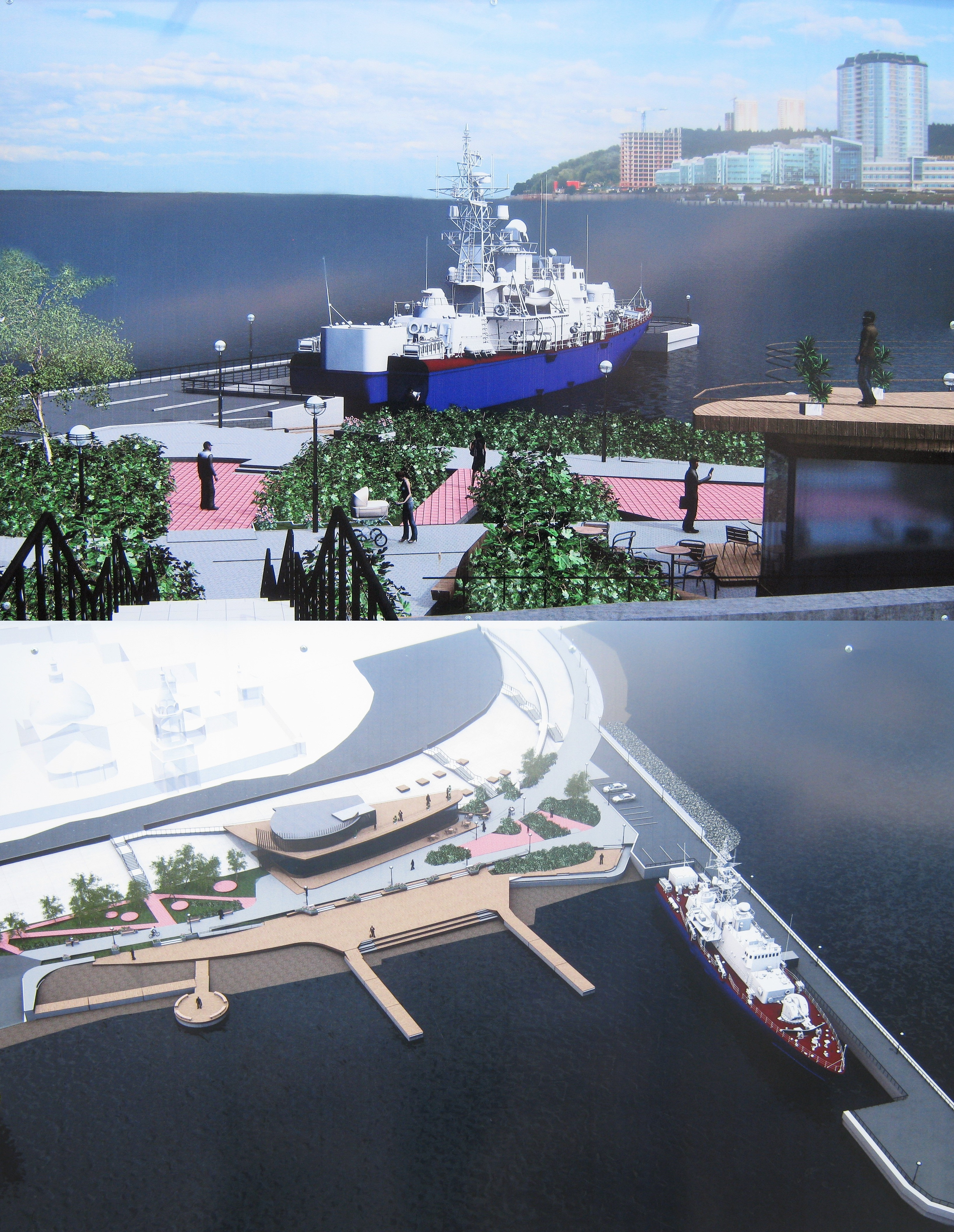
Проект специальной музейной площадки под музей военно-морской славы Чувашии

В будущем планируется оборудовать специальную музейную площадку под музей военно-морской славы Чувашии с установкой на вечную стоянку ПСКР «Чебоксары». Располагаться она будет на противоположной стороне Чебоксарского залива, возле стен Свято-Троицкого монастыря.